# Stilbohypoxylon samuelsii
Stilbohypoxylon samuelsii är en svampart som beskrevs av J.D. Rogers & Y.M. Ju 1997. Stilbohypoxylon samuelsii ingår i släktet Stilbohypoxylon och familjen kolkärnsvampar.   Inga underarter finns listade i Catalogue of Life.